# Dernancourt
Dernancourt – miejscowość i gmina we Francji, w regionie Hauts-de-France, w departamencie Somma.
Według danych na rok 2011 gminę zamieszkiwały 442 osoby, a gęstość zaludnienia wynosiła 67 osób/km² (wśród 2293 gmin Pikardii Dernancourt plasuje się na 555. miejscu pod względem liczby ludności, natomiast pod względem powierzchni na miejscu 719.).